# نيلس يوهان سيمب
نيلس يوهان سيمب (بالنرويجية البوكمول: Nils Johan Semb)‏، من مواليد 24 فبراير 1959، لاعب كرة قدم نرويجي سابق، ومدرب كرة قدم نرويجي سابق.
درب منتخب النرويج لكرة القدم بين عام 1998 و2003.

## روابط خارجية
- نيلس يوهان سيمب على موقع IMDb (الإنجليزية)

- نيلس يوهان سيمب على موقع الاتحاد الدولي (مؤرشف)  (الإنجليزية)
- نيلس يوهان سيمب على موقع قاعدة بيانات كرة القدم.إي يو (الإنجليزية)
- نيلس يوهان سيمب على موقع Soccerway.com (الإنجليزية)